# Banco Unión
Banco Unión es un banco estatal boliviano con sede en La Paz. Fue fundado el 5 de noviembre de 1981 y es una de las instituciones principales del país. 
Al ser una entidad de intermediación financiera pública, Banco Unión realiza operaciones financieras a la administración pública en sus diferentes niveles de gobierno, como también ofrecer servicios financieros al público general. Asimismo, Banco Unión administra la mayoría de los depósitos de entidades públicas y gubernamentales. Junto con el Banco Central de Bolivia, Banco Unión es uno de los dos instrumentos financieros del estado boliviano.
Al año 2022, Banco Unión contó con 255 sucursales y 475 cajeros automáticos en los nueve departamentos de Bolivia.

## Historia
El 28 de julio de 1979, el gobierno boliviano establece una nueva entidad pública financiera denominada Banco de la Unión S.A. mediante escritura pública No. 93, la cual comienza operaciones el 5 de noviembre de 1981. Un año más tarde, el banco inaugura sus primera oficina en la ciudad de La Paz y posteriormente en Santa Cruz de la Sierra. A través del Tesoro General de la Nación, el gobierno estableció una participación accionaria del 97% en el nuevo banco, el cual tuvo como objetivo principal ofrecer servicios financieros a las entidades de administración pública de Bolivia.
El 17 de octubre de 1996, la Autoridad de Supervisión del Sistema Financiero (ASFI), aprobó la modificación de la razón social a Banco Unión S.A. Durante el periodo de los años 2004 al 2006, Banco Unión atravesó una etapa de reorganización gracias a mayores ingresos financieros y aumento de activos bancarios. El 2009, el banco cambió su domicilio legal de Santa Cruz de la Sierra a La Paz, sede de gobierno del país.

## Servicios
Billetera móvil Yasta 